# Oryctérope du Cap
Orycteropus afer · Cochon de terre
Pour les articles homonymes, voir Cochon de terre.
Espèce
Répartition géographique
Statut de conservation UICN

 LC  : Préoccupation mineure
Statut CITES
L'Oryctérope du Cap (Orycteropus afer), parfois appelé cochon de terre par traduction de son nom en  afrikaans erdvark (anciennement aardvark), est un mammifère essentiellement termitivore d'Afrique, qui joue un rôle écologique important en contrôlant l'extension des populations de termites. Il ne s'agit toutefois pas d'un fourmilier, ces derniers appartenant au super-ordre des xénarthres.
Orycteropus afer est la seule espèce survivante du genre Orycteropus et unique membre de l'ordre des tubulidentés dont de nombreuses autres espèces ayant existé ont été découvertes à l'état fossile.
Les principaux prédateurs de ce petit animal sont le lion, le léopard, la hyène et le python.

## Aspect

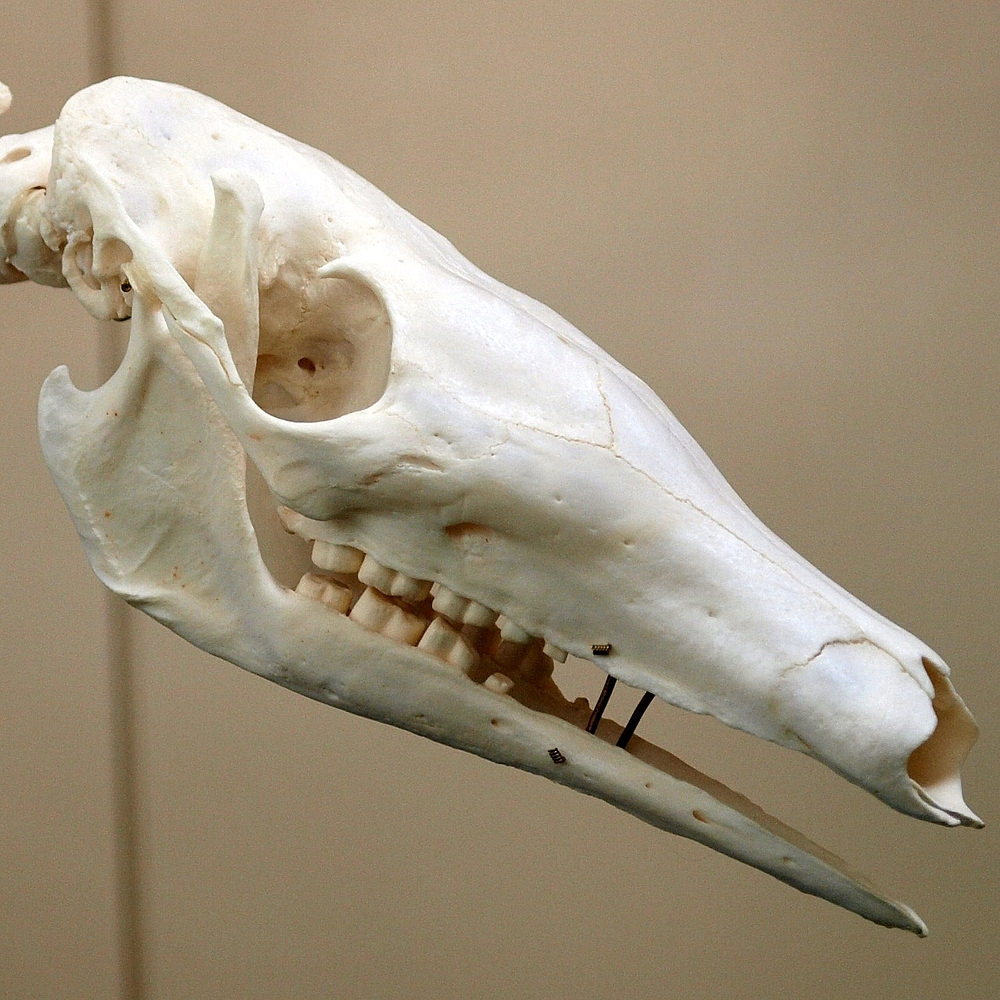
Crâne d'oryctérope du Cap

Mesurant de 1 m à 1,30 m de longueur à l'âge adulte, il a une tête très allongée se terminant par un groin tubulaire et de grandes oreilles allongées. Le cou est court, le corps massif et arqué. Il se termine par une queue pointue et musculeuse. C'est un protongulé. Pour en donner une idée à l'époque où les photos étaient rares et floues, on l'a décrit comme intermédiaire entre le fourmilier (par son museau allongé), le cochon (par le groin) et le kangourou (par la forme de sa queue). Cet animal est d'ailleurs appelé « cochon de terre » en afrikaans (erdvark) en raison de la forme de sa tête. Le poids d'un oryctérope est typiquement compris entre 60 et 80 kg. Son pelage est mince, et sa principale protection est sa peau épaisse.
La mâchoire comporte quelques molaires : les évolutionnistes pensent donc que l'adoption par ses ancêtres d'un régime insectivore spécialisé est plus récente que dans d'autres genres de myrmécophages comme les tamanoirs sud-américains.
Son nez contient plus de bulbes olfactifs que tout autre mammifère (9 bulbes, à comparer avec les 4 ou 5 bulbes des chiens). Le lobe olfactif de son cerveau est également très développé.
Ses pieds sont pourvus de quatre doigts à l'avant et cinq à l'arrière, armés de fortes griffes un peu aplaties et en forme de pelle, qui semblent être un intermédiaire entre la griffe et le sabot, et lui permettant de creuser le sol ou de fouiller efficacement une termitière, sa principale source de nourriture.

## Habitat

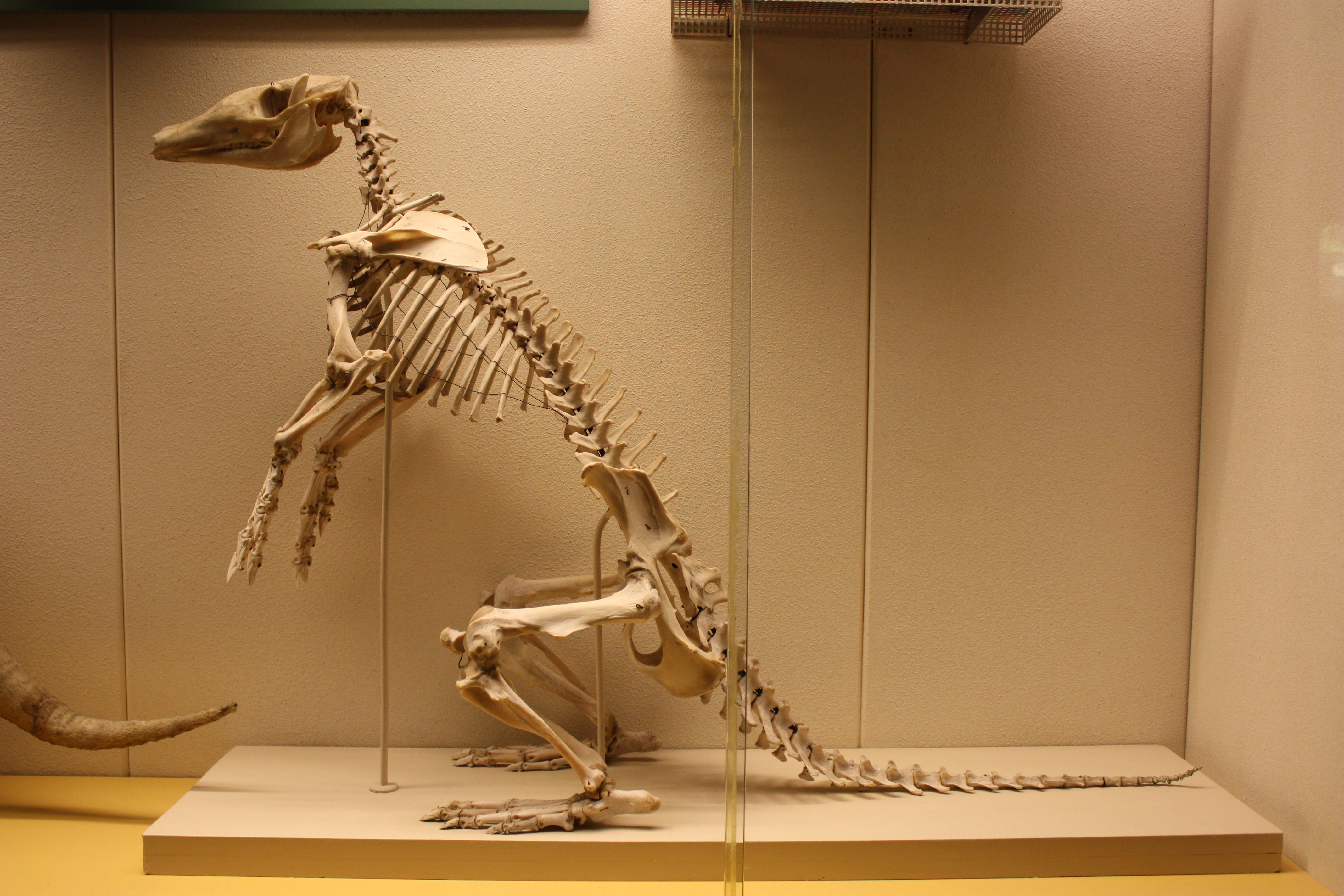
Squelette d'oryctérope du Cap

On trouve l'oryctérope dans l'essentiel de l'Afrique subsaharienne, à l'exception des forêts vierges et des zones marécageuses, où il ne peut pas creuser. Il préfère les zones de savanes où le sol est meuble et où il est susceptible de trouver des termites et de l'eau en quantité suffisante. On l'observe peu, car il est de mœurs nocturnes et passe le jour dans un terrier. La nuit venue, il parcourt plusieurs kilomètres à la recherche de termites. Il laisse traîner sa queue derrière lui en se déplaçant, ce qui laisse une piste caractéristique.

## Régime alimentaire
L'oryctérope se nourrit essentiellement de fourmis et de termites, qu'il extrait des termitières à l'aide de ses griffes très puissantes et de sa longue langue enduite d'une salive gluante. Il est également capable de repérer les processions de termites se déplaçant sur le sol à l'aide de son odorat très fin. Il peut avaler près de 50 000 termites en une nuit. Il se nourrit également de coléoptères et de leurs larves. Le seul fruit mangé par l'oryctérope est le concombre Cucumis humifructus (en). Ce fruit très particulier qui pousse d’abord sur le sol puis sous terre est recherché par cet animal, qui est suffisamment fort pour ouvrir sa cosse très épaisse. Il est source d’hydratation pour l’oryctérope, qui disperse les graines dans ses excréments. La présence de ces fruits indique généralement celle des oryctéropes.

## Écologie et comportement
L'oryctérope du Cap peut vivre en captivité jusqu'à 23 ans. Ses principaux prédateurs sont le lion, le léopard, le python[réf. nécessaire]. Il est également apprécié par les humains pour sa viande. L'oryctérope peut fuir en creusant très rapidement un trou à l'aide de ses griffes.

## L'oryctérope dans la culture

### Religions et mythologies
Avec le chacal ou le chien, l'oryctérope est l'un des animaux qui pourrait être à l'origine du visage du dieu Seth dans la mythologie égyptienne.

### Représentations dans les arts

#### Bande dessinée
- Le capitaine Haddock, personnage des Aventures de Tintin, utilise à deux reprises le mot oryctérope comme insulte, dans Tintin au pays de l'or noir et Tintin et les Picaros.
- Alain Saint-Ogan crée un animal mythique dans Zig et Puce et le professeur Médor en 1941 : l'oryctérope volant.
- Dans la série Cerebus du canadien Dave Sim, le héros, Cerebus, est un oryctérope.
- Dans la bande dessinée Bernard Lermite, de Martin Veyron, le héros est accompagné d'un oryctérope qui a le don de déclencher des orages.

#### Littérature
- Dans le roman Volte-face (The Reversal en anglais) de Michael Connelly, la société de dépannage de la ville dans laquelle travaille Jason Jessup a pour nom Les dépanneuses de l'oryctérope — en anglais : Aardvark —, nom qui lui permet de figurer dans les premières occurrences de l'annuaire du téléphone.
- Dans le roman grinçant de Joseph Heller Catch 22, qui dénonce l'absurdité de la guerre, un des plus déplaisants personnages, grassouillet, arriviste et dépourvu de tous sentiments humains est le capitaine Aardvark, nom anglais de l'oryctérope.

#### Cinéma et télévision
- Dans l'épisode 2 de la saison 3 (Ink and Incapability) de la série britannique La Vipère noire, le mot aardvark est utilisé comme gag récurrent par son absence totale dans le premier dictionnaire de langue anglaise de l'histoire.
- Dans la série Tamanoir et Fourmi Rouge, le « tamanoir » est en réalité un oryctérope.
- Dans le dessin animé américano-canadien Arthur, le personnage principal et sa famille sont des oryctéropes.
- Dans la série de sketches télévisés des Nuls Régis est un con diffusée en France dans les années 1990, Régis possède un animal de compagnie nommé Kiki qui s'avère être un oryctérope.
- Dans la série d'animation canadienne Les Ratons Laveurs, Cyril Rictus, son fils Cédric et la petite amie de celui-ci sont des oryctéropes, bien que leurs aventures se déroulent dans un endroit qui connaît les hivers neigeux nord-américains et le hockey, et qu'ils vivent dans la « Forêt des sapins verts », bien loin de l'Afrique.
- Dans la série originale Netflix Lunatics, Jana, psychologue pour animaux, a perdu son oryctérope nommé Natasha qu’elle possède depuis sa jeunesse.

## Galerie d'images

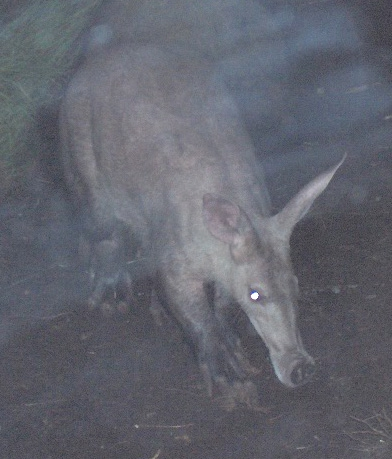
L'oryctérope est un animal aux mœurs nocturnes
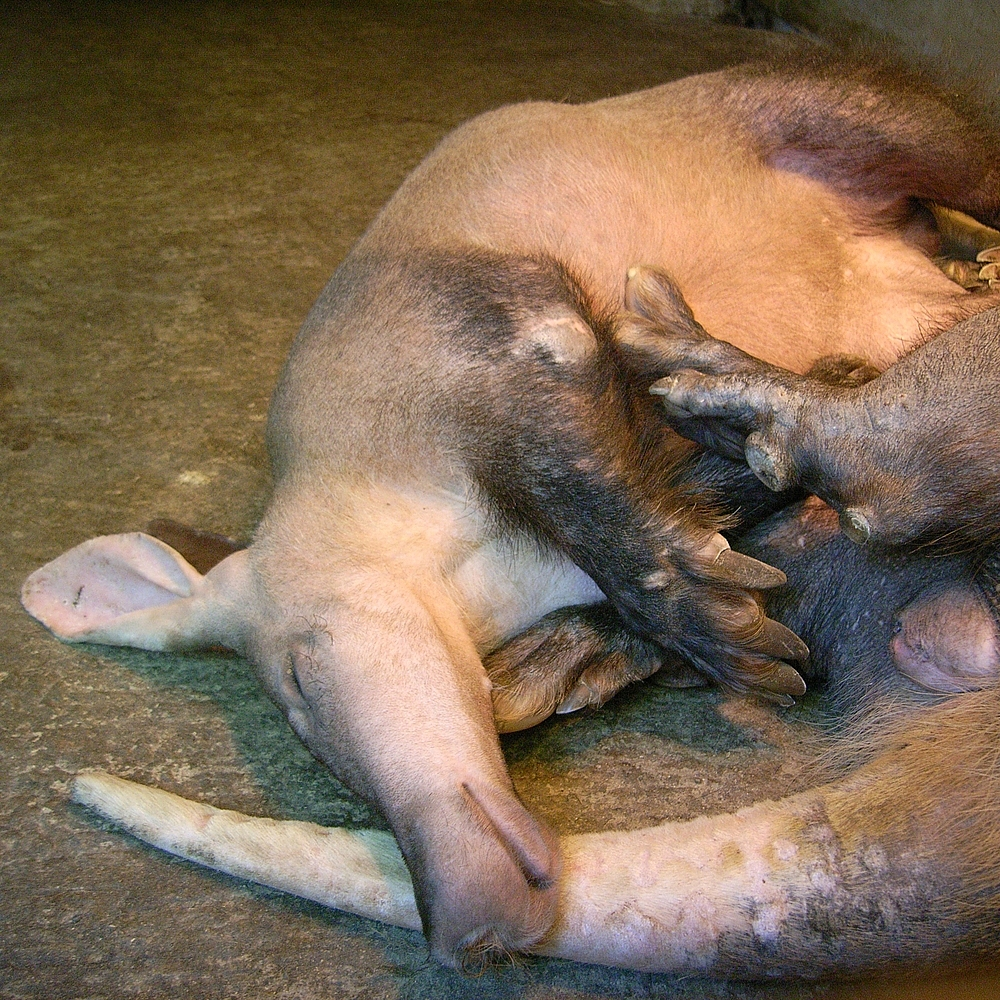
Oryctéropes du Cap couchés
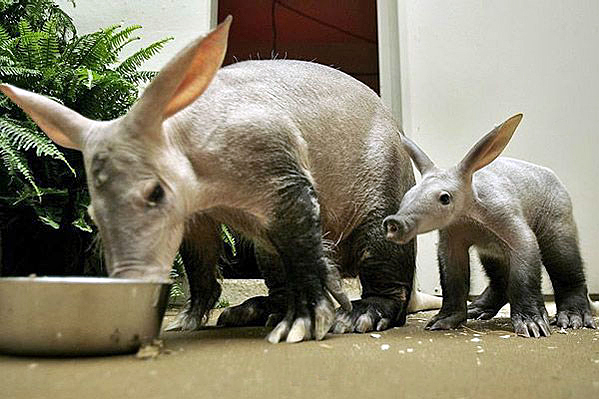
Adulte et son petit
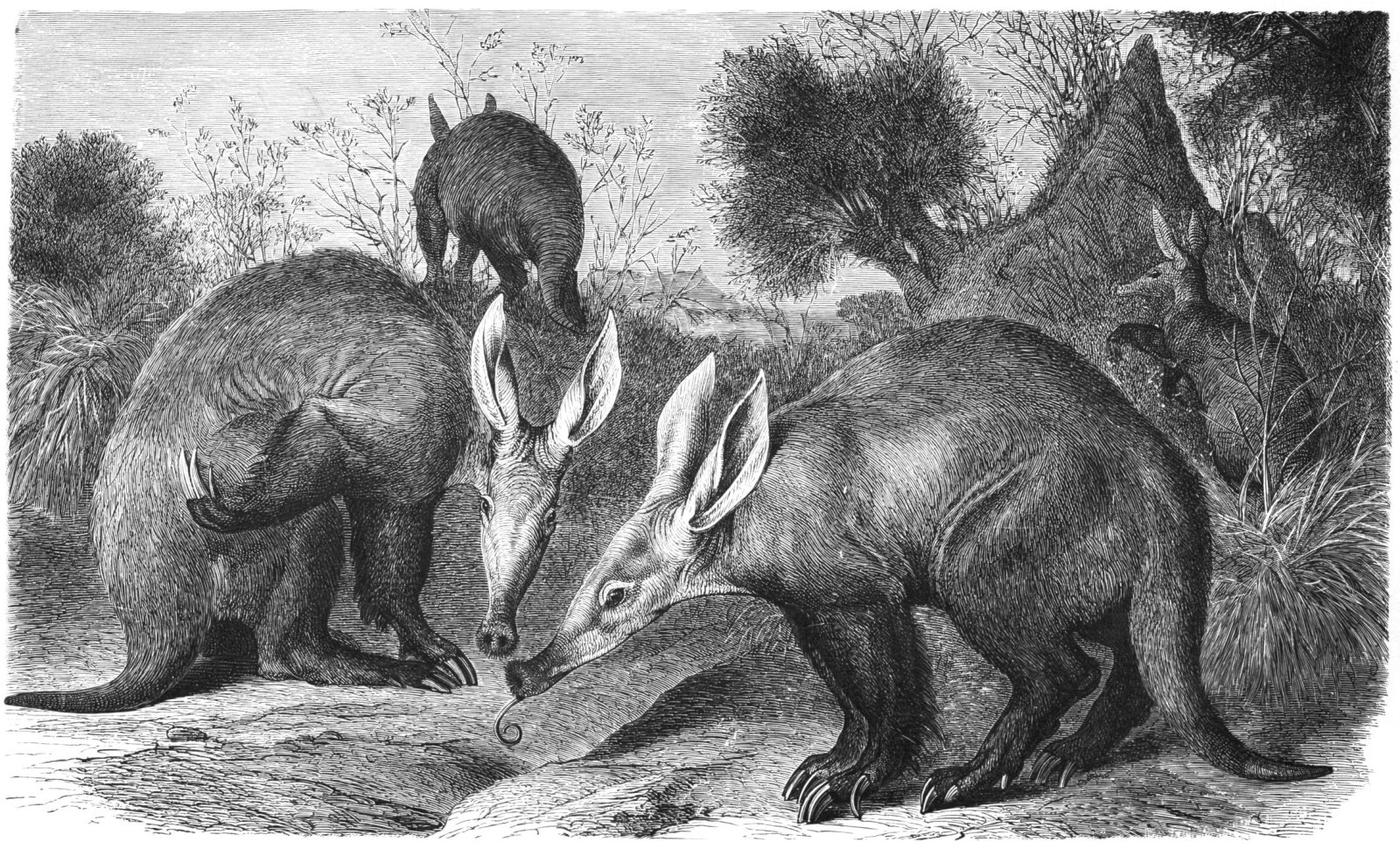
Représentation d'oryctéropes